# Persicaria perfoliata
Persicaria perfoliata (L.) H.Gross è una pianta appartenente alla famiglia delle Polygonaceae.
È una pianta infestante aggressiva e altamente invasiva. In Europa, è inclusa dal 2016 nell'elenco delle specie aliene invasive di interesse unionale. Ciò implica che questa specie non può essere importata, coltivata, trasportata, commercializzata, piantata o rilasciata intenzionalmente nell’ambiente in tutta l’Unione Europea.

## Descrizione

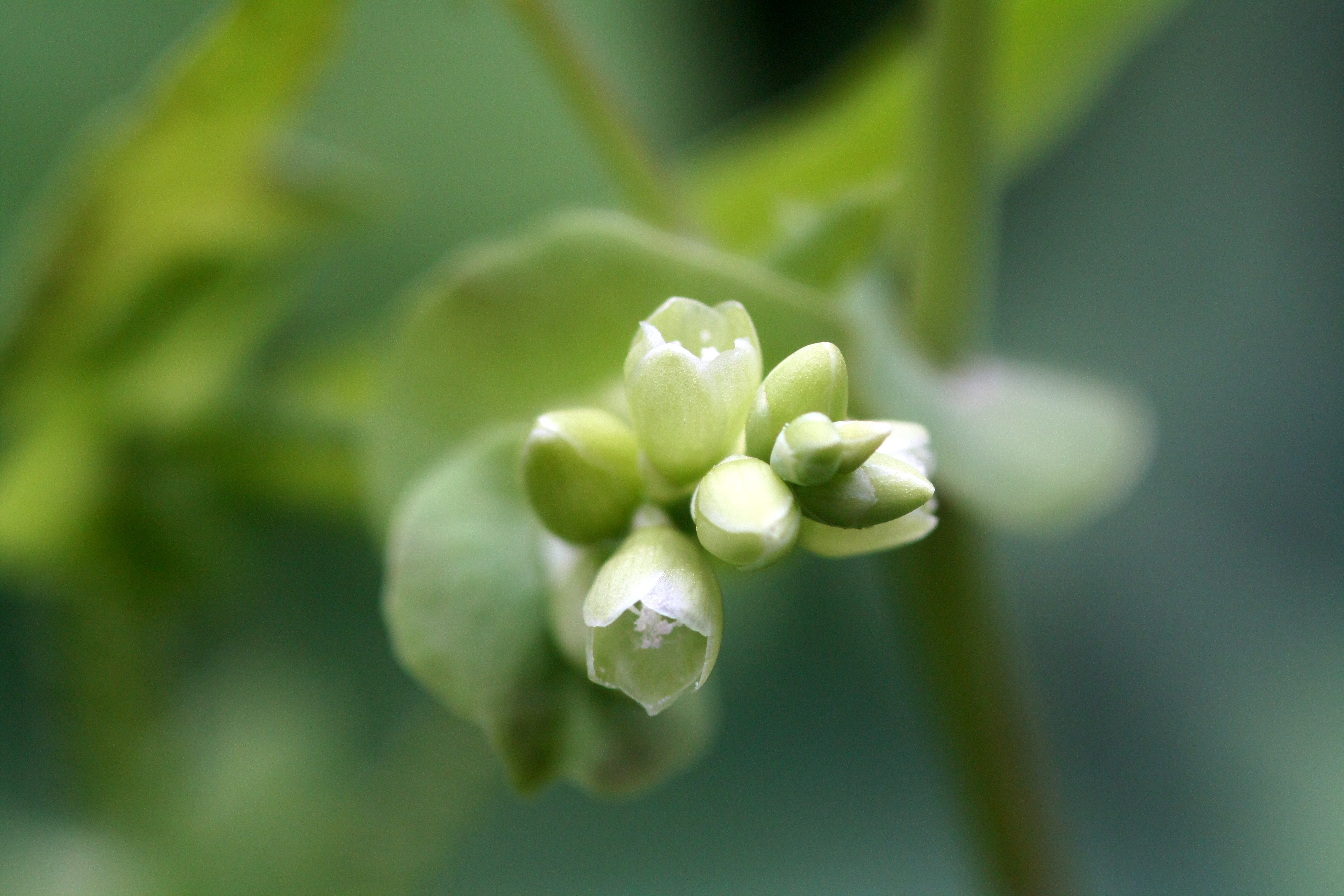
Fiori di P. perfoliata

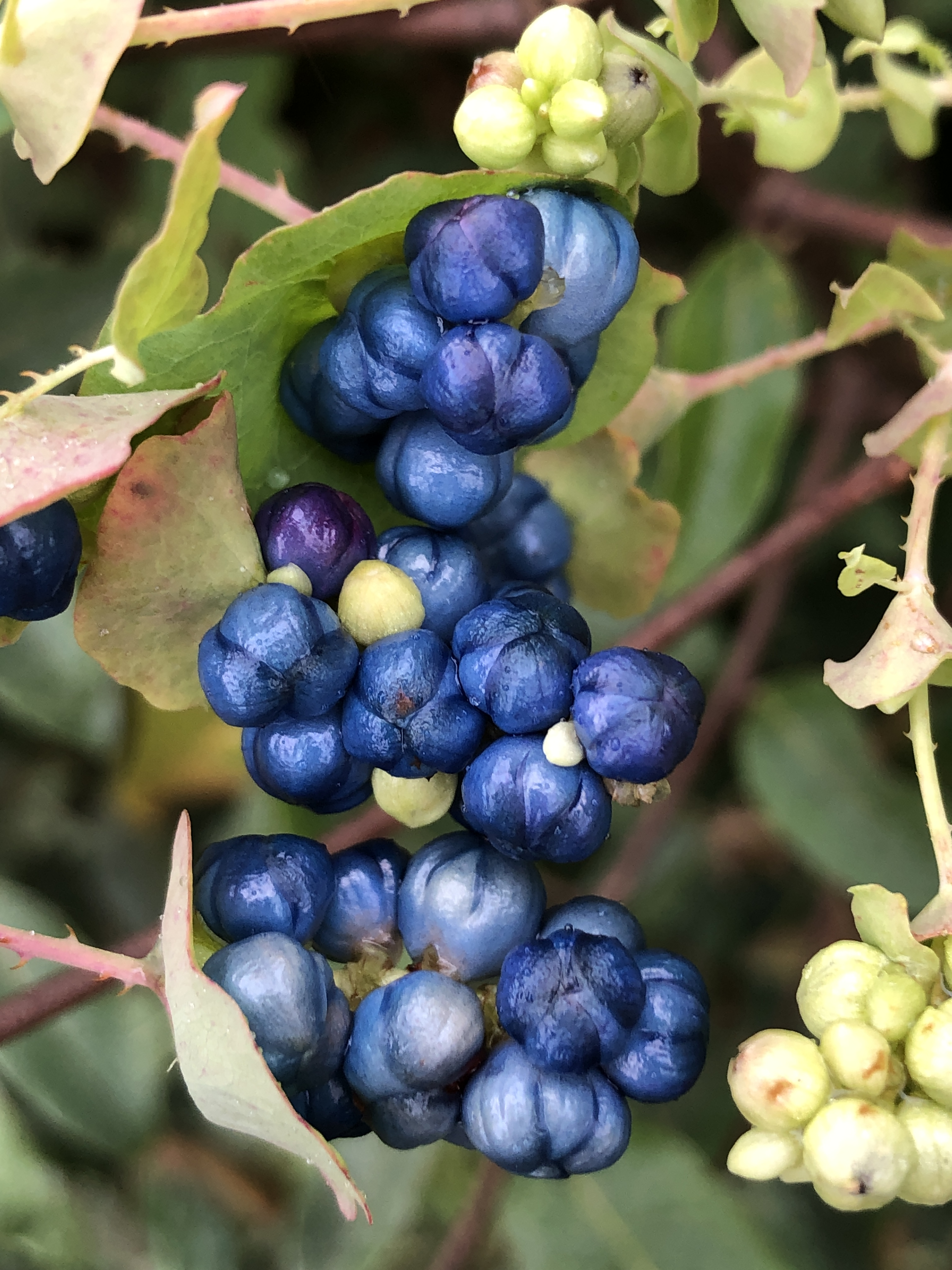
Frutti di P. perfoliata

P. perfoliata è una pianta erbacea annuale strisciante, con steli spinosi e foglie triangolari. Ha uno stelo rossastro munito di uncini o barbigli rivolti verso il basso, presenti anche sulla pagina inferiore delle foglie. Le foglie verde chiaro hanno la forma di un triangolo equilatero e si alternano lungo gli steli stretti e delicati. Il fusto è circondato a intervalli da caratteristiche strutture fogliari circolari a forma di coppa, chiamate ocree.
Dalle ocree emergono i fiori e in seguito i frutti. I fiori sono piccoli, bianchi e generalmente poco appariscenti. I frutti commestibili sono attraenti, di colore blu metallico e segmentati, ogni segmento contiene un singolo seme lucido, di colore nero o rosso-nero.

## Distribuzione e habitat
P. perfoliata  è originaria della maggior parte dell'Asia orientale temperata e tropicale, dalla Russia orientale e dal Giappone a nord, e  fino alle Filippine e all'India a sud.
La specie preferisce le zone calde e aperte, lungo i margini dei boschi, le zone umide, le rive dei corsi d'acqua e i bordi delle strade, nonché i campi aperti incolti, derivanti sia da cause naturali che umane, aree boschive dense dove il soprassuolo è aperto e permette alla luce solare di reggiungere il suolo della foresta.
Sia la luce disponibile che l'umidità del terreno sono essenziali per il successo della colonizzazione di questa specie. Tollera l'ombra per una parte del giorno, ma necessita di una buona percentuale, dal 63 al 100% della luce disponibile. La capacità di P. perfoliata di attaccarsi ad altre piante con le sue punte ricurve e di arrampicarsi su di esse per raggiungere un'area ad alta intensità luminosa è fondamentale per la sua sopravvivenza. Può sopravvivere in aree con umidità del suolo relativamente bassa, ma mostra una preferenza per terreni con elevata umidità.

## Usi
Nella medicina tradizionale cinese, Persicaria perfoliata è conosciuta come 杠板归, gangbangui, e si pensa che sia utile per vari rimedi nella medicina erboristica. Può essere utilizzata anche come fibra o nella fabbricazione di corde.
P. perfoliata è una specie commestibile. Le sue foglie tenere e i germogli possono essere mangiati crudi o cotti come insalata verde o verdura e il suo frutto è dolce e può essere mangiato fresco.